# Selección de sóftbol de Venezuela
La selección de sóftbol de Venezuela es el equipo representativo del país en las competiciones oficiales.

## Campeonatos

### Campeonato Mundial de Sóftbol
| 1966 | Ciudad de México       | 5.º             | 5               | 5               |
| 1968 | Oklahoma               | No participó    | No participó    | No participó    |
| 1972 | Marikina               | No participó    | No participó    | No participó    |
| 1976 | Lower Hutt             | No participó    | No participó    | No participó    |
| 1980 | Tacoma                 | No participó    | No participó    | No participó    |
| 1984 | Midland                | No participó    | No participó    | No participó    |
| 1988 | Saskatoon              | Sin información | Sin información | Sin información |
| 1992 | Manila y Pasig         | No participó    | No participó    | No participó    |
| 1996 | Midland                | 6.º             | 9               | 3               |
| 2000 | East London            | 5.º             | Sin datos       | Sin datos       |
| 2004 | Christchurch           | 11.º            | 2               | 5               |
| 2009 | Saskatoon              | 5.º             | 5               | 4               |
| 2013 | Auckland               | 2° lugar        | 7               | 5               |
| 2015 | Saskatoon              | 3° lugar        | 7               | 3               |
| 2017 | Whitehorse             | 7.º             | 6               | 2               |
| 2019 | Praga y Havlickuv Brod | 6.º             | Sin datos       | Sin datos       |
| 2022 | Auckland               | 6.º             | 6.º             | 6.º             |
| 2025 | Prince Albert          | 1.º             | 9               | 4               |

### Campeonato Panamericano de Sóftbol
| 1981 | I    | Maracay       | Sin información oficial |
| 1985 | II   | Medellín      | Sin información oficial |
| 1989 | III  | Paraná        | Sin información oficial |
| 1993 | IV   | Monterrey     | 4° lugar                |
| 1998 | V    | Valencia      | 5° lugar                |
| 2002 | VI   | Guatemala     | 3º lugar                |
| 2006 | VII  | Hermosillo    | Campeón                 |
| 2012 | VIII | Medellín      | Subcampeón              |
| 2014 | IX   | Paraná        | Campeón                 |
| 2017 | X    | Santo Domingo | Campeón                 |
| 2022 | XI   | Paraná        | 5° lugar                |

### Campeonato Sudamericano de Sóftbol
| 2015 | I   | Bogotá           | No participó |
| 2016 | II  | Ciudad de Panamá | 2° lugar     |
| 2018 | III | Monteria         | 1° lugar     |

### Campeonato Mundial de Sóftbol de Lanzamiento Rápido
| 2007 | I | Praga | 3° lugar |

## Juegos multideportivos

### Juegos Panamericanos
El sóftbol comenzó a disputarse en la VIII edición de los Juegos Panamericanos, realizados en el año 1979. En las ediciones XV (año 2007) y XVI (año 2011), solo se disputó en la rama femenina.
| 1979 | VIII  | San Juan       | Participó      |
| 1983 | IX    | Caracas        | Participó      |
| 1987 | X     | Indianápolis   | Participó      |
| 1991 | XI    | La Habana      | No participó   |
| 1995 | XII   | Mar del Plata  | Participó      |
| 1999 | XIII  | Winnipeg       | No participó   |
| 2003 | XIV   | Santo Domingo  | Participó      |
| 2007 | XV    | Río de Janeiro | No hubo torneo |
| 2011 | XVI   | Guadalajara    | No hubo torneo |
| 2015 | XVII  | Toronto        | 2º lugar       |
| 2019 | XVIII | Lima           | 5.º lugar      |
| 2023 | XIX   | Santiago       | No hubo torneo |
| 2027 | XX    | Lima           | Por disputarse |

### Juegos Centroamericanos y del Caribe
El sóftbol comenzó a disputarse en la XII edición de los Juegos Centroamericanos y del Caribe.
| 1974 | XII   | Santo Domingo              | Sin información |
| 1978 | XIII  | Medellín                   | Sin información |
| 1982 | XIV   | La Habana                  | Sin información |
| 1986 | XV    | Santiago de los Caballeros | Sin información |
| 1990 | XVI   | La Habana                  | Sin información |
| 1993 | XVII  | Ponce                      | 3º lugar        |
| 1998 | XVIII | Maracaibo                  | 4º lugar        |
| 2002 | XIX   | San Salvador               | 2º lugar        |
| 2006 | XX    | Cartagena                  | 1º lugar        |
| 2010 | XXI   | Mayagüez                   | 1º lugar        |
| 2014 | XXII  | Veracruz                   | 1º lugar        |
| 2018 | XXIII | Barranquilla               | 2º lugar        |
| 2023 | XXIV  | San Salvador               | 3º lugar        |
| 2026 | XXV   | Santo Domingo              | Por disputarse  |

### Juegos Suramericanos
El sóftbol solo se ha disputado en la V edición de los Juegos Suramericanos, realizados en el año 1994. En varias subsecuentes ediciones no se realizó por no contar con la participación mínima requerida. En la edición X de los Juegos, solo se disputó en la rama femenina.
| 1994 | V    | Valencia                                    | 1° lugar       |
| 1998 | VI   | Cuenca                                      | No se disputó  |
| 2002 | VII  | Río de Janeiro, Sao Paulo, Curitiba y Belém | No se disputó  |
| 2006 | VIII | Buenos Aires                                | No se disputó  |
| 2010 | IX   | Medellín                                    | 1° lugar       |
| 2014 | X    | Santiago de Chile                           | No se disputó  |
| 2018 | XI   | Cochabamba                                  | No se disputó  |
| 2022 | XII  | Asunción                                    | No se disputó  |
| 2026 | XIII | Rosario                                     | Por disputarse |